# Jahodov
Jahodov (en allemand : Beerenhof) est une commune du district de Rychnov nad Kněžnou, dans la région de Hradec Králové, en République tchèque. Sa population s'élevait à 97 habitants en 2022.

## Géographie
Jahodov se trouve à 5 km au sud-est de Rychnov nad Kněžnou, à 37 km à l'est-sud-est de Hradec Králové et à 136 km à l'est-nord-est de Prague.
La commune est limitée par Javornice au nord-est, par Slatina nad Zdobnicí à l'est, par Rybná nad Zdobnicí au sud, par Byzhradec au sud, et par Vamberk et Rychnov nad Kněžnou à l'ouest.

## Histoire
La première mention écrite de la localité date de 1707.

## Transports
Par la route, Hřibiny-Ledská se trouve à 6,7 km de Rychnov nad Kněžnou, à 45 km de Hradec Králové et à 162 km de Prague. 